# Macropodaphis
Macropodaphis (лат.) — род тлей из подсемейства Macropodaphidinae. Азия (Китай, Казахстан, Россия: Горно-Алтайск).

## Описание
Мелкие насекомые, длина 1,4—3,8 мм. Ассоциированы с растениями Potentilla, Artemisia и Carex. Подсемейство Macropodaphidinae включает единственный современный род Macropodaphis. С ним сближают ископаемый род †Megapodaphis Heie, 1967 с 3 видами (frontalis†, hauniae† (Heie, 1967) и monstrabilis† Heie, 1967)
.
- Macropodaphis alexandri
- Macropodaphis damrosei
- Macropodaphis dzhungarica Kadyrbekov, 1991
- Macropodaphis ivanovskajae
- Macropodaphis paradoxa Zachvatkin & Aizenberg, 1960
- Macropodaphis primigenius
- Macropodaphis rechingeri Remaudière & Davatchi, 1958
- Macropodaphis tsherepanovi
- Macropodaphis tubituberculata Zhang & Zhang, 1995